# Hærvejsmarchen
Hærvejsmarchen er et årligt internationalt march-arrangement, der er blevet afholdt i Viborg siden sommeren 1969. Siden starten har det været et to-dages arrangement afholdt sidste weekend i juni. Det er Nordeuropas største IML Walking Association-march. I juni 2018 deltog over 10.000 deltagere fra 23 nationer ved den 50. udgave af Hærvejsmarchen. Marchens udgangspunkt er paradepladsen på Viborg Kaserne.
H.K.H. Prins Joachim er protektor for marchen. Han deltog i 1989 selv i marchen, da han gik to gange 45 km som soldat ved Prinsens Livregiment.

## Historie
Ved den fire-dags Nijmegen-marchen i Holland havde der siden 1909 deltaget mange danskere, heriblandt major Arne Sørensen fra Prinsens Livregiment der tog initiativ til Hærvejsmarchen. Han nedsatte et præsidium af militære og civile personer, hvor blandt andre borgmester Johannes Ringgaard-Christensen, den lokale politimester, og formand for Danmarks Idrætsforbund Kurt Møller var en del af det 12-mand store præsidium. Ved den første march var der ruter på 30, 40 og 45 km. For mænd født i 1920 eller senere var der krav om at de skulle gå med ti kilos oppakning, hvis de ville deltage i to gange 45 km march. I alt var 1.850 deltagere tilmeldt, hvoraf 1.381 gennemførte.